# Omicron Pegasi
Omicron Pegasi (43 Pegasi) é uma estrela na direção da constelação de Pegasus. Possui uma ascensão reta de 22h 41m 45.41s e uma declinação de +29° 18′ 27.7″. Sua magnitude aparente é igual a 4.82. Considerando sua distância de 305 anos-luz em relação à Terra, sua magnitude absoluta é igual a −0.05. Pertence à classe espectral A1IV.